# بتا مثلث جنوبی
بتا مثلث جنوبی یک ستاره است که در صورت فلکی مثلث جنوبی قرار دارد.